# FK Sevastopol
FK Sevastopol (ukrainska och ryska: ФК "Севастополь") är en fotbollsklubb från staden  Sevastopol på Krim. Klubben spelade fram till säsongen 2013/14  i Ukrainska ligan. 
Efter den ryska annektering av Krim har klubben, under det nya namnet SC Svartahavsflottan, ansökt UEFA och FIFA om tillåtelse att byta till Ryska ligan säsongen 2014/15.
12 augusti 2014 deltog Krim-klubbarna Simferopol, Sevastopol och Zjemtjuzjina Jalta i ryska cupen. Det ukrainska fotbollsförbundet vill därför att FIFA och UEFA ska straffa det ryska fotbollsförbundet för att det välkomnat Krim-klubbarna att delta i tävlingsspel i Ryssland.

## Tränare
- Valerij Petrov (juli 2002–05)
- Serhij Putjkov (1 juli 2005– 29 september 2008)
- Oleh Lesjtjynskyj (29 september 2008– 19 juni 2010)
- Serhij Sjevtjenko (1 juli 2010– 12 september 2010)
- Oleh Lesjtjynskyj (12 september 2010– 2 december 2010)
- Angel Tjervenkov (21 december 2010– 14 juni 2011)
- Oleksandr Rjabokon (28 juni 2011– 17 oktober 2011)
- Serhij Putjkov (18 oktober 2011– 13 juni 2012)
- Aleh Konanaŭ (13 juni 2012– 10 augusti 2013)
- Hennadij Orbu  (10 augusti 2013– 27 november 2013)
- Serhij Konovalov (27 november 2013– 14 januari 2014)
- Angel Tjervenkov (14 januari 2014–?)
- Sergej Diev (2014-